# Enrique de Rosas (hijo)
Enrique de Rosas (hijo) es un director de cine nacido en Argentina, hijo del también director y actor Dionisio Russo, que usaba el nombre artístico de Enrique de Rosas y de la actriz Matilde Rivera.

## Actividad profesional
Su debut profesional se produjo dirigiendo la película, Violencia en la ciudad  que tenía como título alternativo el de Delito en la ciudad, fue excluida en junio de 1957 —un mes después de terminar el rodaje— de los beneficios de la Ley de Promoción del Cine, ocasionando que nunca pudiera ser estrenada comercialmente.
La siguiente película que dirigió fue Una ventana al éxito (1966), que se inspiró en el programa de radio homónimo,  uno de los últimos en tener un real suceso masivo, cuyo creador Antonio Barros aparece en esta película como un “hada protector” para salvar al actor y cantante Juan Ramón.  
En el mismo año estrenó su tercer filme Ritmo, amor y juventud, sobre las aventuras de dos azafatas cuando conocen a un agente secreto porteño, respecto de la cual opinó La Nación:

”Una anécdota disparatada y un burdo clima festivo sirve aquí de pretexto para el enlace de números musicales importados de la TV…la música de fondo está muy mal administrada”.

## Filmografía
Intervino en los siguientes filmes:
Director
- Ritmo, amor y juventud  (1966)
- Una ventana al éxito  (1966)
- Violencia en la ciudad  (1957, inédita)

Guionista
- Violencia en la ciudad  (1957, inédita)

Producción
- Violencia en la ciudad  (1957, inédita)